# أرنال ليبيرت
أرنال ليبيرت (بالإسبانية: Arnal Llibert Conde Carbó) (21 نوفمبر 1980 بغيرونا في إسبانيا - ) هو لاعب كرة قدم إسباني في مركز الهجوم. لعب مع راسينغ فيرول ونادي ألكوركون ونادي أيك لارنكا ونادي إلتشي ونادي جيرونا ونادي ساباديل ونادي فاليتا ونادي قرطبة ونادي لاردة ونادي ليغانيس ودوكسا كاتوكوبياس ‏ وأتلتيكو كلكتا وإسبانيول ب ونادي أولوت وألكي لارانكا ‏ وأثنيكس أشنة ‏ ونادي سان أندرو.

## روابط خارجية
- أرنال ليبيرت على موقع قاعدة بيانات كرة القدم.إي يو (الإنجليزية)
- أرنال ليبيرت على موقع Soccerway.com (الإنجليزية)